# Sebastiano Antonio Tanara
Sebastiano Antonio Tanara (Roma, 10 aprile 1650 – Roma, 5 maggio 1724) è stato un cardinale, arcivescovo cattolico e diplomatico italiano, al servizio dello Stato della Chiesa.

## Biografia
Nacque da Giovanni Nicolò e dalla marchesa Lucrezia Ghislieri, che si trovavano a Roma in occasione dell'anno santo del 1650. Fu nipote del cardinale Gaspare Carpegna e zio del cardinale Alessandro Tanara.
Studiò all'Università di Bologna, dove si laureò in utroque iure. Dopo la laurea si recò a Parigi al seguito del nunzio apostolico Pietro Bargellini. Lo zio lo richiamò a Roma dove fu nominato protonotario apostolico. Fu internunzio apostolico nelle Fiandre e fu inviato in missione segreta presso Giacomo II d'Inghilterra che si era convertito al Cattolicesimo.
Il 28 aprile 1687 fu nominato arcivescovo titolare di Damasco, nonostante avesse fino ad allora ricevuto soltanto la tonsura. Il 30 aprile dello stesso fu nominato nunzio apostolico a Colonia, da dove nel 1690 fu trasferito in Portogallo e nel 1692 in Austria, sempre con il medesimo incarico di nunzio apostolico.
Nel concistoro del 12 dicembre 1695 papa Innocenzo XII lo creò cardinale. Il 21 maggio 1696 ricevette il titolo di Santi Quattro Coronati.
Il 1º aprile 1715 optò per l'ordine dei cardinali vescovi ed ebbe la sede suburbicaria di Frascati. Il 3 marzo 1721 divenne decano del Sacro Collegio ed ebbe pertanto le sedi suburbicarie di Ostia e di Velletri.
Partecipò ai conclavi del 1700, del 1721 e del 1724, che elessero papa Clemente XI, papa Innocenzo XIII e papa Benedetto XIII. Negli ultimi due conclavi fu considerato tra i papabili: in quello del 1721 ebbe il voto del nuovo papa, che ebbe per sé tutti gli altri voti; il conclave del 1724 dovette invece abbandonarlo prima dell'elezione, il 15 aprile, in seguito alla grave malattia, di cuì morì venti giorni dopo.
Fu sepolto nella chiesa di Santa Maria della Vittoria.

## Genealogia episcopale e successione apostolica
La genealogia episcopale è:
- Cardinale Juan Pardo de Tavera
- Cardinale Antoine Perrenot de Granvelle
- Vescovo Frans van de Velde
- Arcivescovo Louis de Berlaymont
- Vescovo Maximilien Morillon
- Vescovo Pierre Simons
- Arcivescovo Matthias Hovius
- Arcivescovo Jacobus Boonen
- Arcivescovo Gaspard van den Bosch
- Vescovo Marius Ambrosius Capello, O.P.
- Arcivescovo Alphonse de Berghes
- Cardinale Sebastiano Antonio Tanara

La successione apostolica è:
- Vescovo Bartolomeo Olivieri (1696)
- Vescovo Onofrio Montesoro (1696)
- Vescovo Scipio Carocci (1696)
- Arcivescovo Bonaventura Poerio, O.F.M.Obs. (1697)
- Cardinale Gianfrancesco Barbarigo (1698)
- Vescovo Alessandro Carlo Gaetano Varano (1698)
- Vescovo Giovanni Vincenzo de Filippi, O.S.M. (1698)
- Vescovo Sebastiano Feoli (1698)
- Vescovo Francesco Morgioni (1698)
- Vescovo Alessandro Roncovieri (1700)
- Vescovo Anton Felice Marsili (1702)
- Vescovo Giovanni Francesco Maria Poggi, O.S.M. (1703)
- Vescovo Alessandro Francesco Codebò (1716)
- Arcivescovo Giovanni Tommaso Maria Marelli, C.O. (1716)
- Vescovo Stefano Fogliani (1717)
- Vescovo Domenico Antonio Cirillo (1718)
- Vescovo Domenico Maria de Liguori, C.R. (1718)
- Vescovo Giovanni Battista Costantino (1718)
- Vescovo Domenico Antonio Menafra (1718)
- Vescovo Gioacchino Francesco Caprini (1718)
- Vescovo Giacomo Falconi (1718)
- Vescovo Eustachio Palma (1718)
- Vescovo Didaco Di Pace (1718)
- Vescovo Giovanni Paolo Torti Rogadei, O.S.B. (1718)
- Arcivescovo Felice Solazzo Castriotta (1721)
- Arcivescovo Gaetano Cavalieri (1722)